# Karl Schultz-Köln

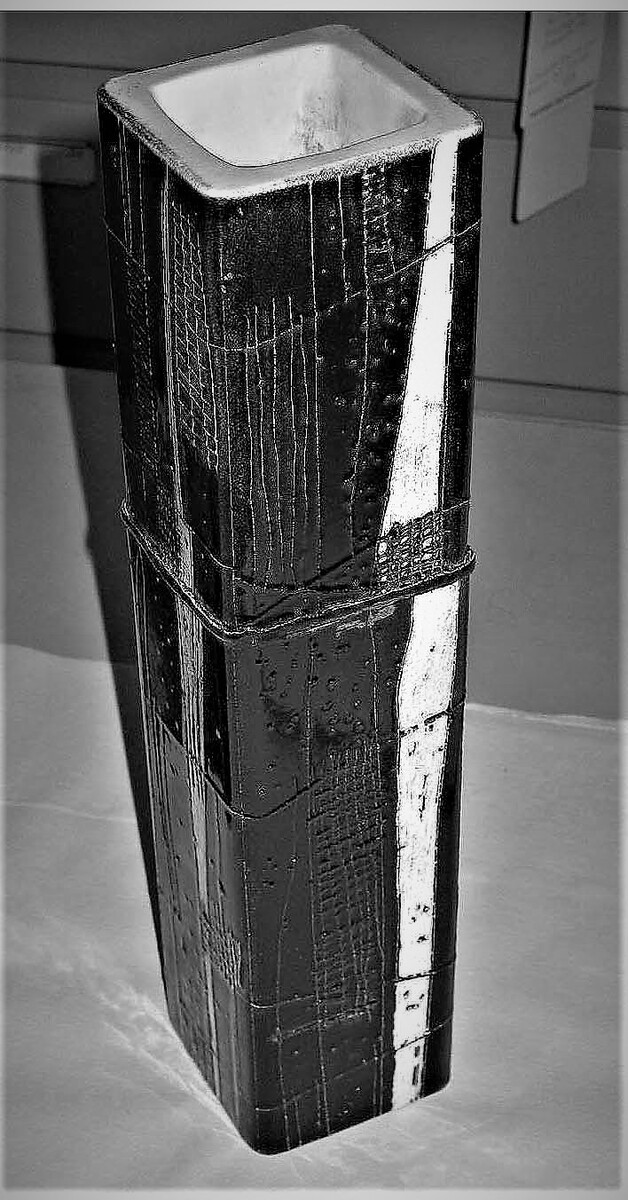
Arabia-Vase von Karl Schultz-Köln (1950er Jahre) im Stadtmuseum Helsinki

Karl Schultz-Köln (Karl-Heinz Johannes Schultz, * 8. März 1921 in Köln; † 28. Dezember 2013 in Frostuna församling) war ein deutscher Keramikkünstler und Maler, der vor allem in Finnland, im Baskenland und in Schweden wirkte. Er wirkte unter anderem in den Keramikfabriken von Arabia in Helsinki und Porcelanas Bidasoa in Irun.

## Leben
Karl-Heinz Johannes Schultz wurde 1921 in Köln geboren. Als Künstler wurde er als Karl Schultz-Köln bekannt. Den Beinamen Köln gab er sich nach seinem Geburtsort. In Schweden war er als Karl Heinz Johannes Schultz registriert.
Vor Kriegsausbruch beendete Karl Schultz-Köln seine keramische Ausbildung an den Kölner Werkschulen und Kunstakademie Düsseldorf und arbeitete als Assistent in der Stadtbibliothek von Castrop-Rauxel bei Dortmund.
Im Alter von 19 Jahren wurde er in die deutsche Armee eingezogen. Während des Zweiten Weltkriegs diente er als vorgeschobener Beobachter in Russland, wo er auch Russisch lernte. Nachdem Karl Schultz-Köln im Januar 1943 von einem Panzer überfahren wurde, kehrte er zuerst nach Deutschland zurück, ging 1944 aber freiwillig wieder an die Westfront.
Nach dem Krieg studierte er Malerei in Ellingen. 1950 übersiedelte er nach Finnland, wo er 1957 die Staatsbürgerschaft erhielt.

### Wirken
In Finnland arbeite Schultz-Köln von 1950 bis 1962 als Keramiker bei Arabia in Helsinki, zuerst als technischer Assistent von Birger Kaipiainen, ab 1954 als selbstständiger Künstler. Dabei entwarf er unter anderem Gebrauchskeramik. Aber am bekanntesten wurde er in dieser Zeit für seine Techniken zur Integrierung von Wandbildern mit abstrakten Formen in die Architektur, bei denen er die Möglichkeiten der keramischen Technik für eine abwechslungsreiche Oberflächenstruktur gekonnt ausnutzte. Daneben hatte er auch publizistische Tätigkeiten, etwa für die Zeitschrift des Verbandes der Architekten in Finnland Ark. Er schrieb auch Aufsätze über die Bildkunst.
Mit seinen Werken als Keramiker gewann er verschiedene Preise, unter anderem 1955 die Silbermedaille beim 1. internationalen Keramikkongress in Cannes. Anfang 1962 zog er nach Spanien, wo er beim Design für Porzellangeschirr bei Porcelanas Bidasoa half. Gegen Ende desselben Jahres kehrte Karl Schultz-Köln wieder zurück in den Norden (diesmal nach Schweden). Dort widmete er sich nach einem letzten keramischen Projekt für die Umgestaltung eines Marktplatzes ausschließlich der Malerei. 1966 gab er eine große Einzelausstellung in Stockholm.
Schultz-Köln war Anthroposoph. 1977 publizierte er im Selbstverlag in 300 Exemplaren ein rund 50-seitiges, nummeriertes und signiertes Heft mit Skizzen und einzelnen Ausschnitten seines Tagebuchs aus der Kriegszeit in Russland.

### Stiftung Karl Schultz-Köln und Marita Mörck-Schultz
Ab 1953 war Schultz-Köln mit der finnlandschwedischen Innenarchitektin Marita Mörck-Schultz (1915–2009) verheiratet. Gemeinsam haben sie die „Stiftung Karl Schultz-Köln und Marita Mörck-Schultz“ (Stiftelsen Karl Schultz-Köln och Marita Mörck-Schultz) zur Verwaltung ihres eigenen Nachlasses gegründet. Die Stiftung hat ihren Sitz in der „Alten Brauerei“ in Gnesta.

## Veröffentlichungen (Auswahl)
- Schultz-Köln. Målningar 1953–1958. Galerie Artek, Helsingfors (schwedisch, finnisch, englisch, Katalog, 16 S., o. J. [1958?]).
- Karl Schultz-Köln: Skizzen und Aufzeichnungen aus den Kriegsjahren 1941–1943. Selbstverlag, [Västerhaninge] 1977 (Auflage 300, gedruckt bei Arne Antonsson Affärs- & Tidskriftstryck Vallentuna).
- Karl Schultz-Köln: Die Bildfläche als Erkenntnisfeld. Antroposofiska bokförlaget, Stockholm 1998, ISBN 91-85202-85-1.